# Iron Lord
Iron Lord est un jeu vidéo d'aventure, développé et édité par Ubisoft, sorti en 1989.

## Synopsis
En pleine période moyenâgeuse, et victime d'une infâme machination, vous avez été spolié de vos terres et de vos titres par votre oncle Zolfahr régnant désormais sur la contrée grâce à l'aide de forces ténébreuses. Vous engagez une lutte sans merci contre ce dernier tout en tâchant d'apprendre ce qui a bien pu arriver à votre père, et surtout découvrir quel serait le moyen de remédier à cette félonie. Le tout en suivant la loi des seigneurs de fer telle qu'elle vous fut enseignée.

## Système de jeu
Le joueur devra évoluer au sein d'une aventure où il lui sera nécessaire de rencontrer plusieurs personnages. À chaque rencontre, il lui est possible de choisir les questions et les réponses et en fonction de celles-ci être chargé d'une quête spécifique. Les interactions possibles sont les suivantes : INVENTAIRE, DISCUTER, EXAMINER, ACHETER, DONNER, EN POCHE, QUITTER.
Certaines étapes du jeu donnent lieu à de mini-épreuves comme le tir à l'arc ou le bras de fer, mais aussi à des jeux de hasard.
Aléatoirement, le joueur pourra être la victime d'une tentative d'assassinat, laissant la place à une simulation de duel à l'épée où il devra tour à tour manier l'art de la défense et de l'attaque.
Le but restant de mobiliser une armée suffisamment nombreuse pour contrer la puissance de Zolfhar.

## Accueil
| Iron Lord       |      |       |
| Média           | Nat. | Notes |
| Dragon Magazine | US   | 4/5   |